# Frontière entre les États-Unis et la Russie
La frontière entre les États-Unis et la Russie est intégralement maritime et passe par la mer des Tchouktches, le détroit de Béring et la mer de Béring. La frontière sépare le district autonome de Tchoukotka et le kraï du Kamtchatka de l'Alaska. Elle délimite la frontière entre l'Amérique et l'Asie. Elle est traversée par la ligne de changement de date.